# Darren Langdon
Darren Langdon, född 8 januari 1971 i Deer Lake, Kanada, är en kanadensisk före detta ishockeyspelare. Han spelade totalt 11 säsonger i NHL för klubbarna New York Rangers, Carolina Hurricanes, Vancouver Canucks, Montréal Canadiens och New Jersey Devils. Han har även spelat i American Hockey League.